# Эль-Адль, Доая
Доая Эль-Адль (араб. دعاء العدل‎; род. 6 февраля 1979, Думьят) — египетская художница, известная своими сатирическими карикатурами на острые политические, социальные и религиозные темы. Её работы в газете Al-Masry Al-Youm привлекли большое внимание средств массовой информации и вызвали скандалы.

## Образование и карьера
Доая Эль-Адль окончила Александрийский университет в 2000 году по направлению «изящные искусства».
Начала публиковать свои карикатуры в 2007 году. Она работала художницей-карикатуристкой в Al-Dustour, Rose al-Yūsuf, Sabah El Kheir, а также рисовала иллюстрации для Qatr El Nada, Alaa-El Din и Bassem. В настоящее время работает в Al-Masry Al-Youm.
В 2014 году Эль-Адль была награждена швейцарским фондом Cartooning for Peace. Награда была вручена бывшим Генеральным секретарем ООН Кофи Аннаном, который сказал, что премия «выделяет тех, кто вкладывает свой голос и художественный талант в дело мира и толерантности, тех, кто использует универсальный язык изображений для информирования, просвещения и служения нашей общности человечества».
В 2016 году она была включена в проект Би-би-си «100 женщин».

## Работы
После египетской революции 2011 года её работы стали резко критичными по отношению к президенту Мухаммеду Мурси.
В феврале 2013 года Эль-Адль создала карикатуру с критикой калечащих операций на женских гениталиях, показывая убогого вида мужчину, который поднимается по лестнице и тянется с ножницами, чтобы срезать красный цветок между ног женщины.
В 2013 году Эль-Адль присуждена 41-я премия Форте-деи-Марми в области политической сатиры.